# オプエド (書籍)
『オプエド』とは上杉隆の著書（副題：「真実を知るための異論・反論・逆説」、共著者：NOBORDER取材班）。インターネット報道番組「ニューズ・オプエド」の記録。各章ごとに著名人のコラムも載せられている。